# あんよの日
あんよの日（あんよのひ）は、吉本興業（大阪本社）所属の男女お笑いコンビ。2022年結成。NSC大阪校45期生。

## メンバー
やまち（1996年11月17日 - ）（28歳）
身長168 cm、血液型はA型。大阪府出身。京都産業大学中退。
旧芸名、山地（読み同じ）。2025年3月1日に現芸名に改名。
趣味はよさこい、ラジオ鑑賞、イッテQ。
そろばん2級、暗算1級。

朱海（ちゅな、2000年8月13日 - ）（25歳）
身長155 cm、血液型はO型。滋賀県出身。早稲田大学中退。
趣味はガチャガチャ、粘土細工、刑事ドラマ鑑賞、ゲーム。
「朱海」で「ちゅな」と読む名前は本名である。

## 概要
2024年5月に開催された『Kakeru翔チャレンジバトル』により、同年6月からよしもと漫才劇場に所属。stand.fm（YouTube）にて「のんベんだらリラあんよの日」というラジオを配信している。"ベ"はカタカナというこだわりがある。

## 芸風
主にコントを行うが、M-1グランプリに出場し漫才も演じている。

## 賞レース戦歴

### M-1グランプリ
| 年度   | 結果      | エントリー No. | 会場                           | 日程     | 備考 |
| ------ | --------- | -------------- | ------------------------------ | -------- | ---- |
| 2023年 | 2回戦進出 | 104            | 森ノ宮よしもと漫才劇場         | 10月19日 |      |
| 2024年 | 2回戦進出 | 916            | COOL JAPAN PARK OSAKA SSホール | 10月7日  |      |

### キングオブコント
| 年度   | 結果         | 会場                               | 日程    | 備考 |
| ------ | ------------ | ---------------------------------- | ------- | ---- |
| 2023年 | 1回戦敗退    | 大阪市立阿倍野区民センター小ホール | 7月4日  |      |
| 2024年 | 準々決勝進出 | ドーンセンター                     | 8月11日 |      |

### その他
- 2025年 UNDER5 AWARD2025 - 準決勝進出
- 2025年 今宮子供えびすマンザイ新人コンクール 奨励賞

## 出囃子
- DENIMS「さよなら、おまちかね」

## 出演
- 「あさパラS 2時間スペシャル」の「ブレイク芸人を探せ！」（2024年1月27日）[7]